# San José de Uré
San José de Uré es un municipio colombiano ubicado en el departamento de Córdoba, en la subregión del San Jorge.

## Toponimia
Su nombre se debe al santo San José, patrono del municipio, y al río Uré que lo atraviesa.

## División Político-Administrativa
Además de su Cabecera municipal. San José de Uré tiene bajo su jurisdicción los siguientes Centros poblados:
- Bocas de Uré
- Brazo Izquierdo
- La Dorada
- Pueblo Flechas
- Puerto Colombia
- Versalles
- Viera Abajo.

## Historia

### Palenque de Uré
Los orígenes de San José de Uré se remontan al siglo XVI. A la llegada de los españoles en el siglo XVI comienza la explotación de los ricos yacimientos auríferos de aluvión en el Alto San Jorge, entre ellos los de Uré y el de socavones de las minas de oro y cobre de Can y Man. 
Uré se constituye así en una población de esclavos negros dedicados al laboreo del oro en terrenos cedidos por la Corona española al capitán Alonso Gil de Arroyo y explotados sucesivamente por Ana María de los Santos, María de la O Ceballos y Juan Abdebo o Aldevo, hasta mediados del siglo XIX, cuando se aprueba la liberación de los esclavos, algunos de los cuales deciden seguir en el cateo del oro, a la vez que cultivando, pescando y extrayendo tagua y caucho. Sin embargo, hay versiones que afirman que Uré fue un palenque constituido tempranamente a raíz de un levantamiento de esclavos en 1595; sea como fuere, es de presumir que ambas modalidades coexistieron en la zona.

### Fundación de San José de Uré
(Teniendo en cuenta la reseña histórica relatada por Pedro Marchena Navarro que aparece en la revista Río San Jorge, en la primera edición de 1942) la fundación de Uré se remonta al año 1849, probablemente cuando se abolió la esclavitud en el gobierno de José Hilario López. Ocho años después de haberse constituido la población de Uré, según informes suministrados por el doctor Donaldo Bossa Erazo, presidente de la Academia de la Historia de Cartagena, la ley 13 de 1857 de la asamblea constituyente y legislativa del Estado Soberano de Bolívar, incluyó a Ayapel con la agregación de Uré como distritos figuran como distritos del departamento de Magangué, y posteriormente, en 1860, de la provincia de Chinú. 
El 12 de enero de 1954 la gobernación del nuevo Departamento de Córdoba, segregado del antiguo Departamento de Bolívar, crea el municipio de Montelíbano con el decreto 00810, formado por el territorio de los corregimientos de Montelíbano, de Juan José y Uré segregados del municipio de Ayapel. El 24 de julio de 2007 la Asamblea Departamental de Córdoba, por medio de la Ordenanza 011, le otorga a Uré vida jurídica como entidad municipal.

## Geografía

### Descripción física
La cabecera de San José de Uré se encuentra en la margen oriental del río Uré, que desemboca en el río San Jorge. 

### Límites
El municipio de San José de Uré, limita por el norte con el Municipio de Montelíbano, por el oriente con el Municipio de Montelíbano y con los Municipios de Cáceres y Tarazá del Departamento de Antioquia. Por el sur con el Municipio de Tarazá y por el occidente con el Municipio de Puerto Libertador.

## Sitios de interés

### Balneario de la quebrada Uré
Este balneario es famoso en la región por la claridad, frescura de sus aguas y enormes piedras. Es el plan de las familias a disfrutar de un día en las cristalinas aguas que bajan desde las montañas.

## Estructura organizacional municipal
| San José de Uré | San José de Uré | San José de Uré            |
| Departamento    | Código DANE     | Categoría municipal (2022) |
| --------------- | --------------- | -------------------------- |
| Córdoba         | 23682           | Sexta                      |

- Personería: Es un centro del Ministerio Público de Colombia que ejerce, vigila y hace control sobre la gestión de las alcaldías y entes descentralizados; velan por la promoción y protección de los derechos humanos; vigilan el debido proceso, la conservación del medio ambiente, el patrimonio público y la prestación eficiente de los servicios públicos, garantizando a la ciudadanía la defensa de sus derechos e intereses.

El actual Personero municipal es x (2024-2027).
- Concejo Municipal: Es la suprema autoridad política del municipio. En materia administrativa sus atribuciones son de carácter normativo. También le corresponde vigilar y hacer control político a la administración municipal. Se regulan por los reglamentos internos de la corporación en el marco de la Constitución Política Colombiana (artículo 313) y las leyes, en especial la Ley 136 de 1994 y la Ley 1551 de 2012.

Constituido por 11 concejales por un periodo de 4 años.
- Alcaldía Municipal: En esta se encuentra la administración municipal y las entidades descentralizadas del municipio.

El Alcalde se pronuncia mediante decretos y se desempeña como representante legal, judicial y extrajudicial del municipio. El actual Alcalde municipal es Luis González Acosta (2024-2027), elegido por voto popular.
- JAL.

## Servicios públicos
- Energía Eléctrica: Afinia, del grupo EPM, es la empresa prestadora del servicio de energía eléctrica.
- Gas Natural: Surtigas es la empresa distribuidora y comercializadora de gas natural en el municipio.